# Свято-Троїцька церква (Китаївська пустинь)
Свято-Троїцька церква — чинна церква Китаївської пустині у Києві, пам'ятка архітектури XVIII ст. в стилі українського бароко.

## Історія
Троїцька церква збудована протягом 1763—1767 років лаврським майстром Степаном Ковніром за проектом архітектора Петра Неєлова. З тих пір Китаївська пустинь стала називатися Свято-Троїцькою. Її збудовано без жодного цвяха.
У 1954 і 1892 роках церква зазнавала перебудов.
За радянської влади Китаївський монастир був закритий. Церква дійшла до аварійного стану і в 1950 році у будівлі впали бані.
Роботи з дослідження і реставрації пам'ятки були розпочаті у 1970 році. Реставрація і відбудова бань проводились за проектом архітекторів Раїси Бикової і Василя Безякіна. Реставрація завершена у 1992 році.

## Архітектура
Церква належить до типу п'ятикамерних українських церков.

## Галерея

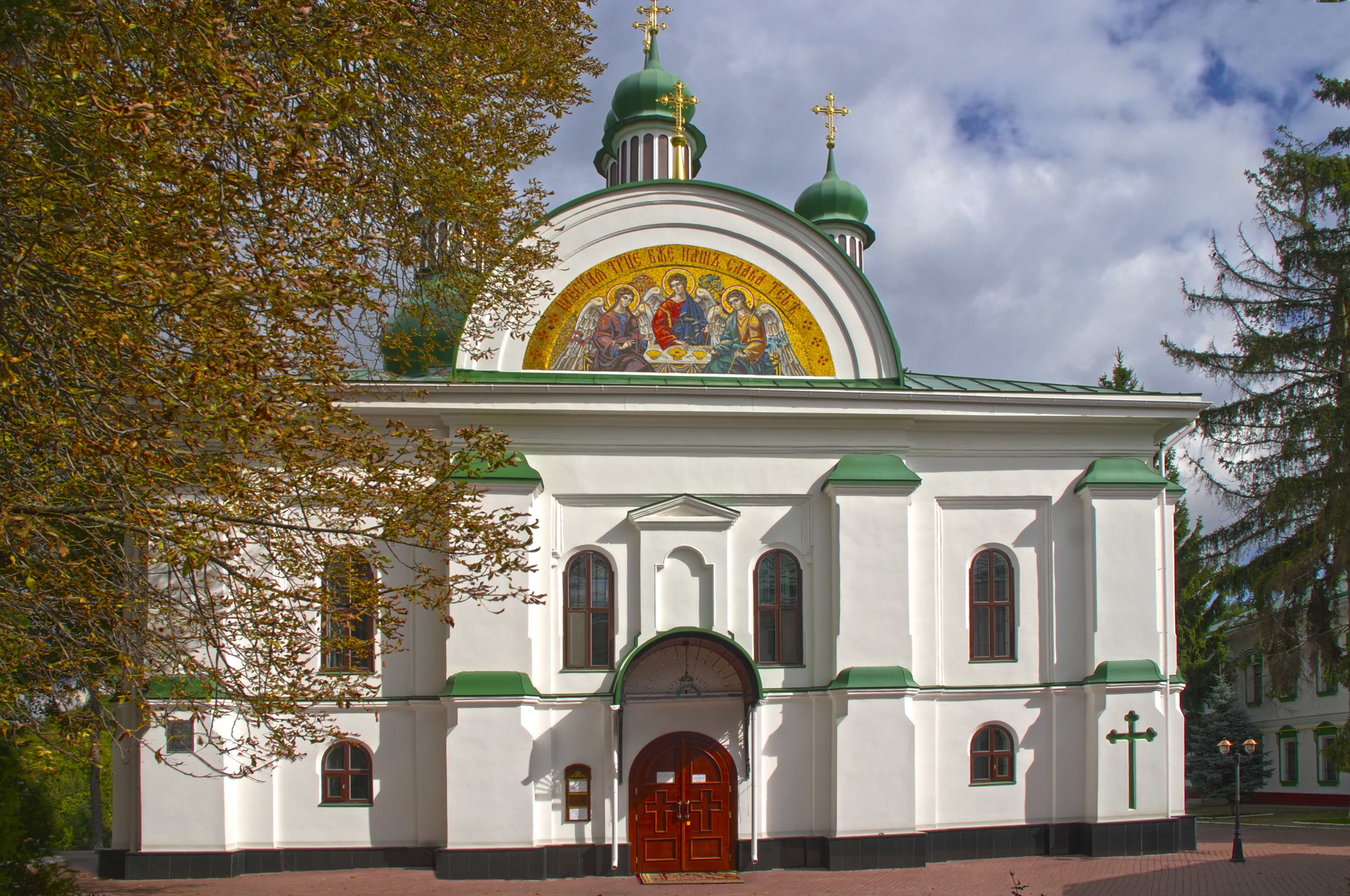
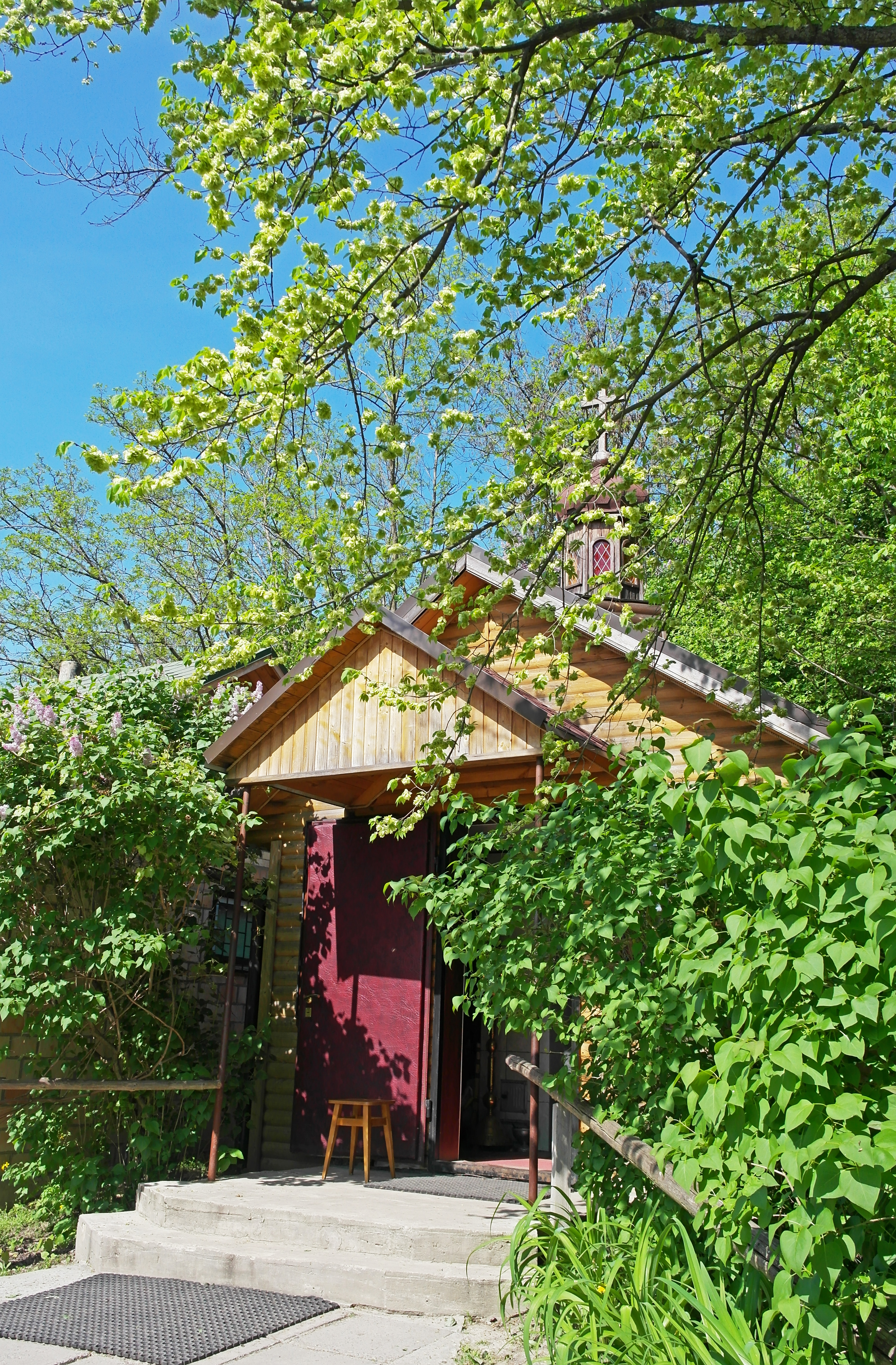
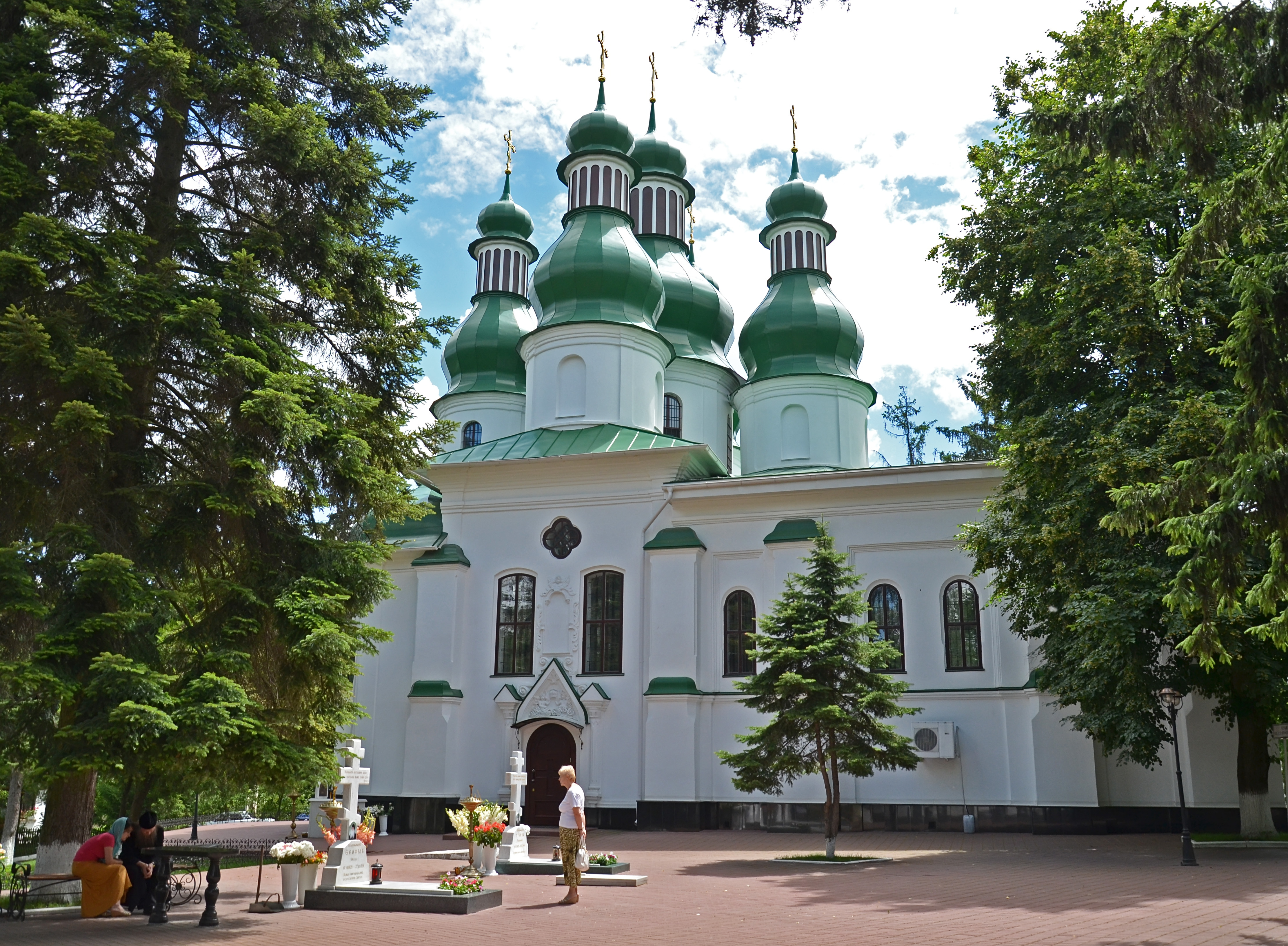
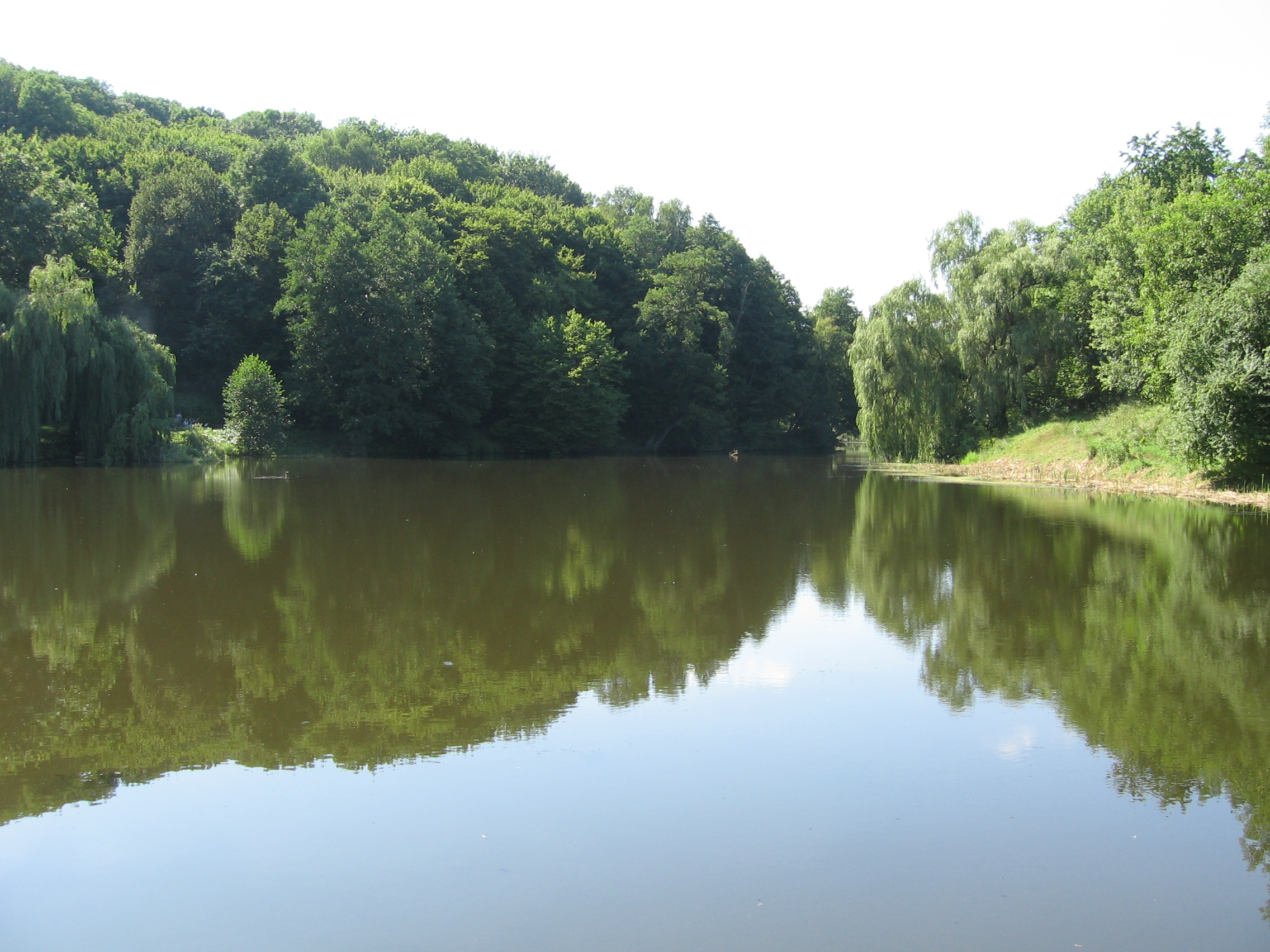
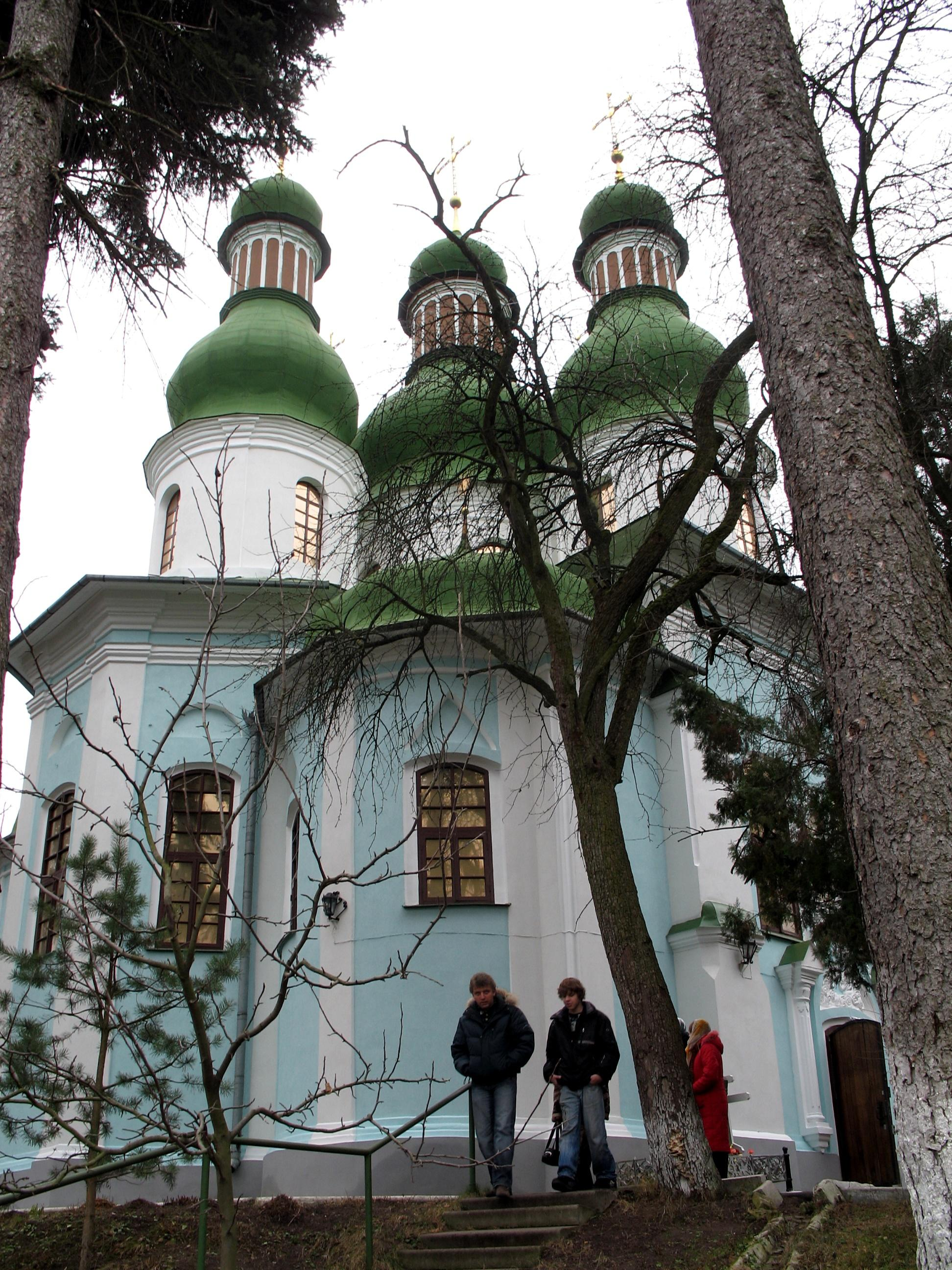
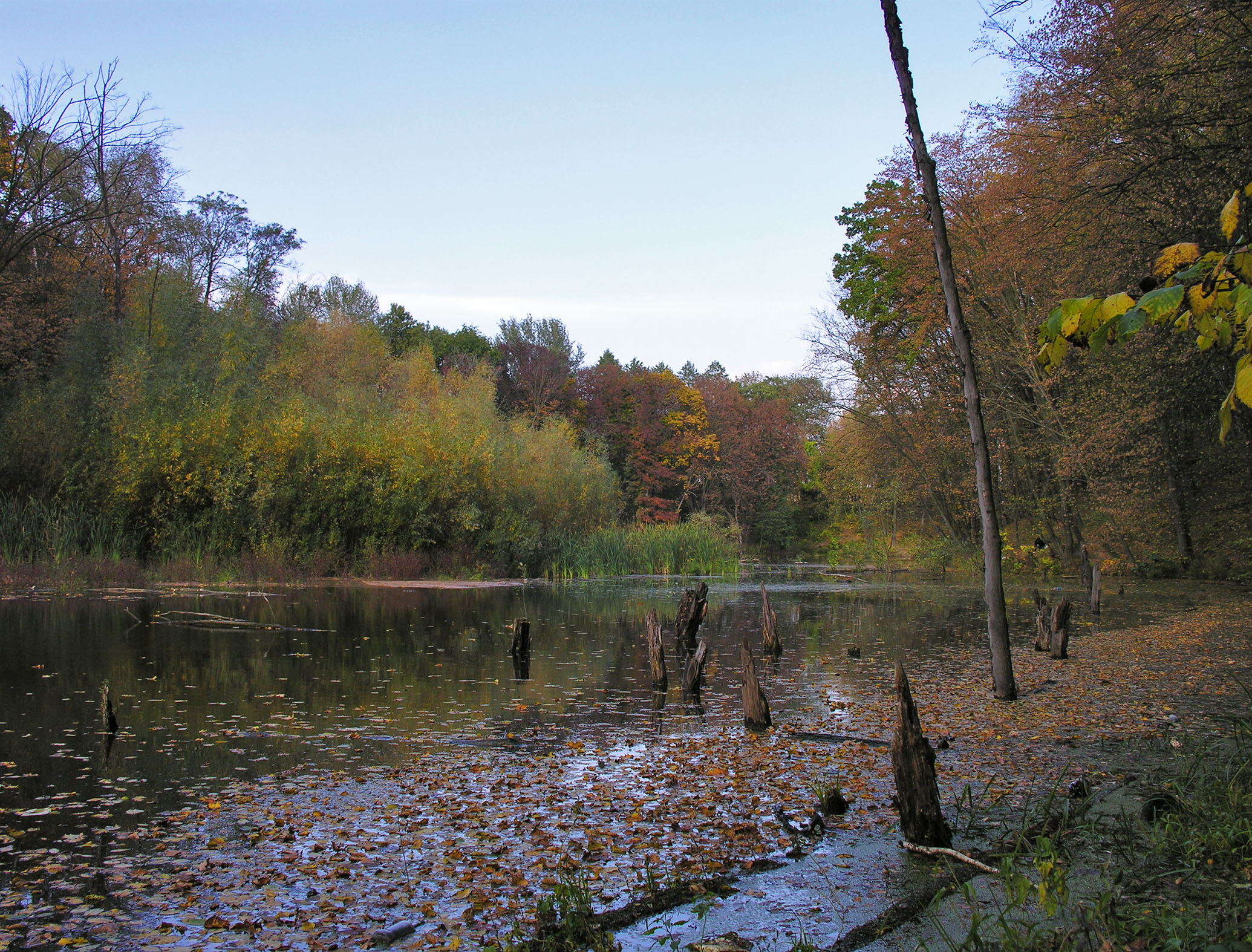
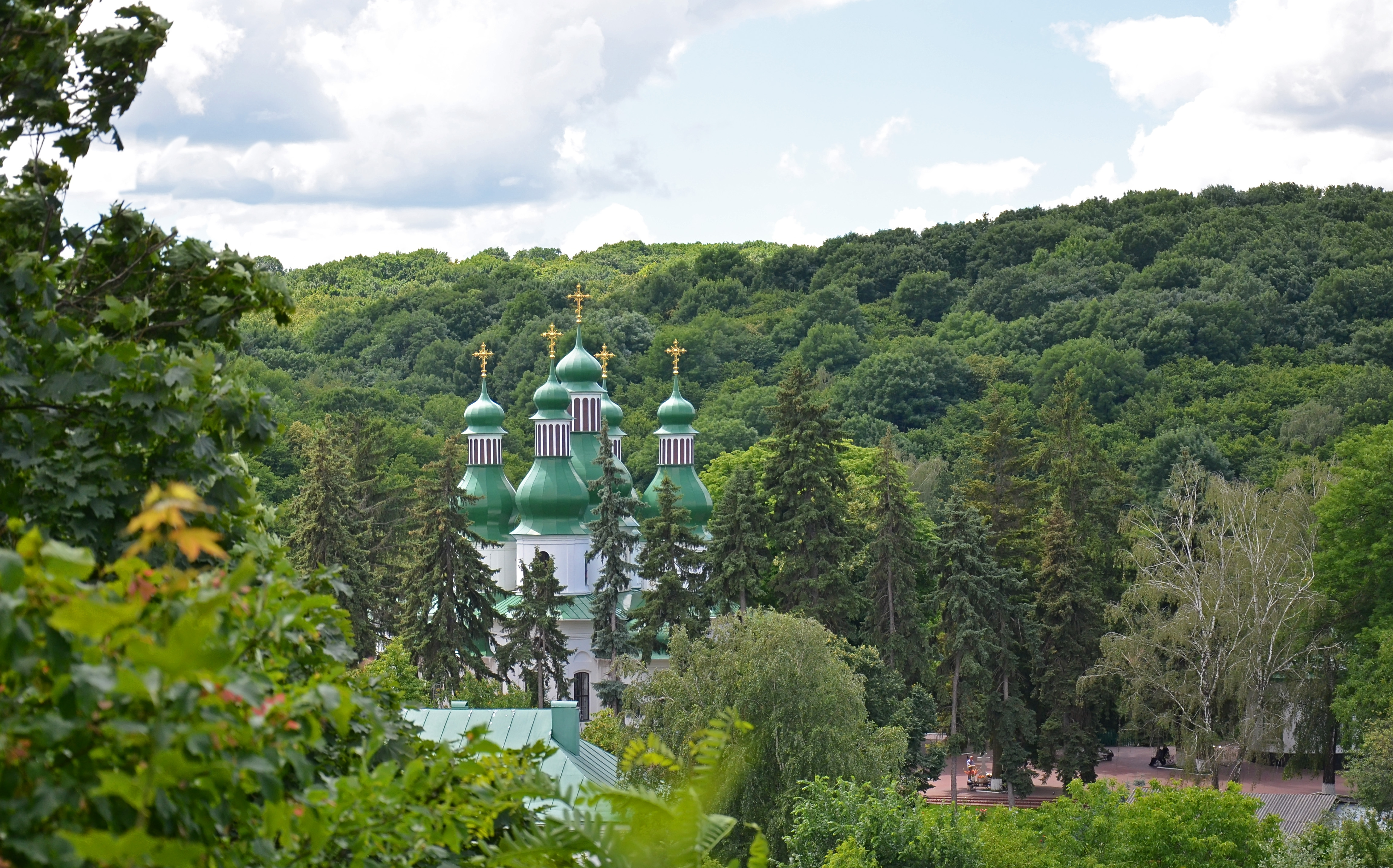